# Imposição da paz

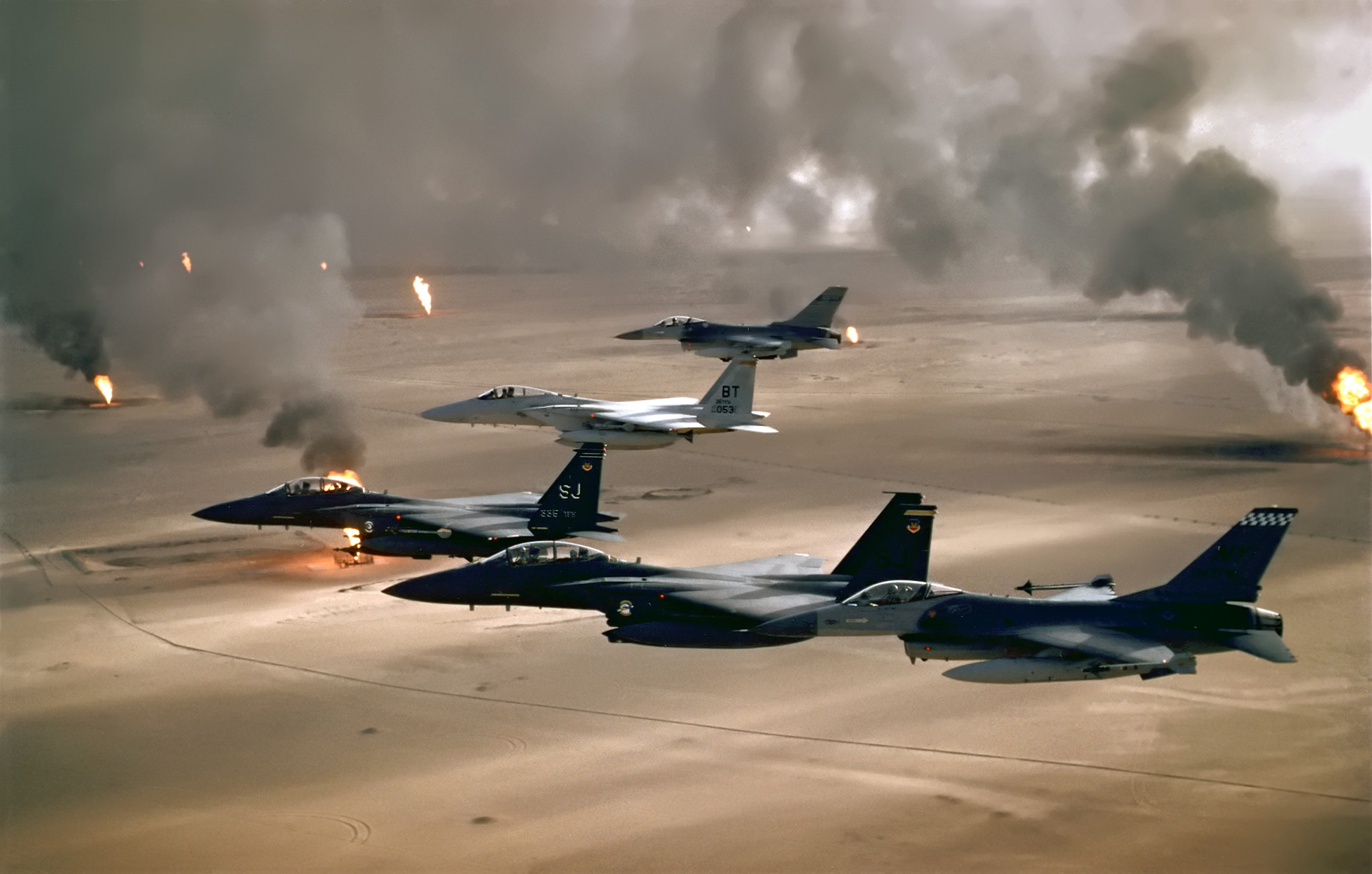
A Guerra do Golfo é um exemplo da aplicação pela ONU da sua resolução que determinava a retirada das tropas iraquianas do Kuwait em 1991.

A imposição da paz é o uso de várias táticas, principalmente a força militar, para impor a paz em um conflito, geralmente contra a vontade dos combatentes. As missões de imposição da paz permitem o uso de força armada não defensiva, ao contrário das operações de manutenção da paz. Somente as Nações Unidas, através do seu Conselho de Segurança, conforme o Capítulo VII de sua Carta, tem a capacidade de autorizar missões de imposição da paz.
A imposição da paz difere da manutenção da paz, pois as atividades de imposição da paz são geralmente usadas para criar uma paz a partir de um cessar-fogo quebrado ou para impor uma paz exigida pelas Nações Unidas. A imposição da paz requer mais força militar do que a manutenção da paz e, consequentemente, é realizada por forças fortemente armadas. No entanto, alcançar uma paz duradoura por meio da imposição da paz é limitado, pois essas missões não abordam os problemas subjacentes que causaram o conflito. Enquanto as missões de manutenção da paz utilizam pessoal de vários países, as forças de imposição da paz geralmente se originam de um estado ou de uma pequena coalizão de estados.
Talvez os dois exemplos mais proeminentes de imposição da paz sejam a Guerra da Coreia e a Guerra do Golfo. Em ambos os casos, um país invadiu outro como parte de uma guerra ilegal de agressão, apenas para ser repelido por uma coalizão militar da ONU.

## Missões de imposição da paz

### África
As Nações Unidas e a União Africana executaram missões de imposição da paz na África. A União Africana realiza operações de imposição da paz por meio da utilização da Força de Reserva Africana.
As parcerias de missão de imposição da paz são frequentemente propostas pelo Conselho de Segurança das Nações Unidas à União Africana para autorização, e a União Africana deve solicitar permissão ao Conselho de Segurança para executar operações de imposição da paz. As Nações Unidas têm contado com a União Africana para conter surtos de conflitos e impor estabilidade. As Nações Unidas são então encarregadas da consolidação em tempos de paz.
A Missão de Estabilização das Nações Unidas na República Democrática do Congo foi uma missão de imposição da paz que tinha como alvo grupos rebeldes armados como o M23.

### Ásia Central
As missões de imposição da paz na Ásia Central incluem a operação ISAF afegã.

### Oriente Médio e Norte da África
A Operação Protetor Unificado é uma operação de imposição da paz executada na Líbia durante a Guerra Civil Líbia de 2011.

## Críticas à imposição da paz
Críticas à imposição da paz usando forças de manutenção da paz das Nações Unidas incluem a violação dos padrões éticos de imparcialidade da manutenção da paz da ONU, intervenção violando padrões para apenas impor uma paz existente e o uso de força não defensiva. Distinguir entre operações conduzidas pelas Nações Unidas versus aquelas que foram autorizadas pelo Conselho de Segurança das Nações Unidas foi uma solução proposta. No entanto, o uso de forças de manutenção da paz da ONU para missões de imposição da paz continua sob escrutínio, e os críticos argumentam que organizações regionais como a União Africana e a Liga Árabe devem ser encarregadas da execução de missões de imposição.
As Nações Unidas propuseram missões de imposição da paz como um meio de combater conflitos intraestatais em países como Etiópia, Camarões, Sudão, Níger, Burquina Fasso e Mali. No entanto, esses países confiaram em táticas de resolução de conflitos internos e não solicitaram que operações de imposição fossem conduzidas.